# Oeversee
Oeversee [ˈøvɐzeː] (dänisch: Oversø) ist eine Gemeinde im Kreis Schleswig-Flensburg in Schleswig-Holstein.

## Geografie

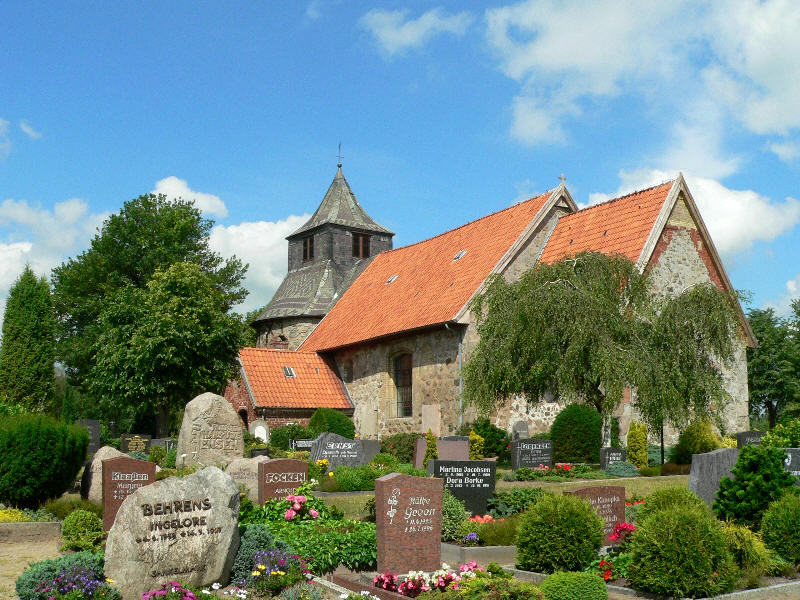
Rundturmkirche St. Georg. Ansicht aus Südost (2006)

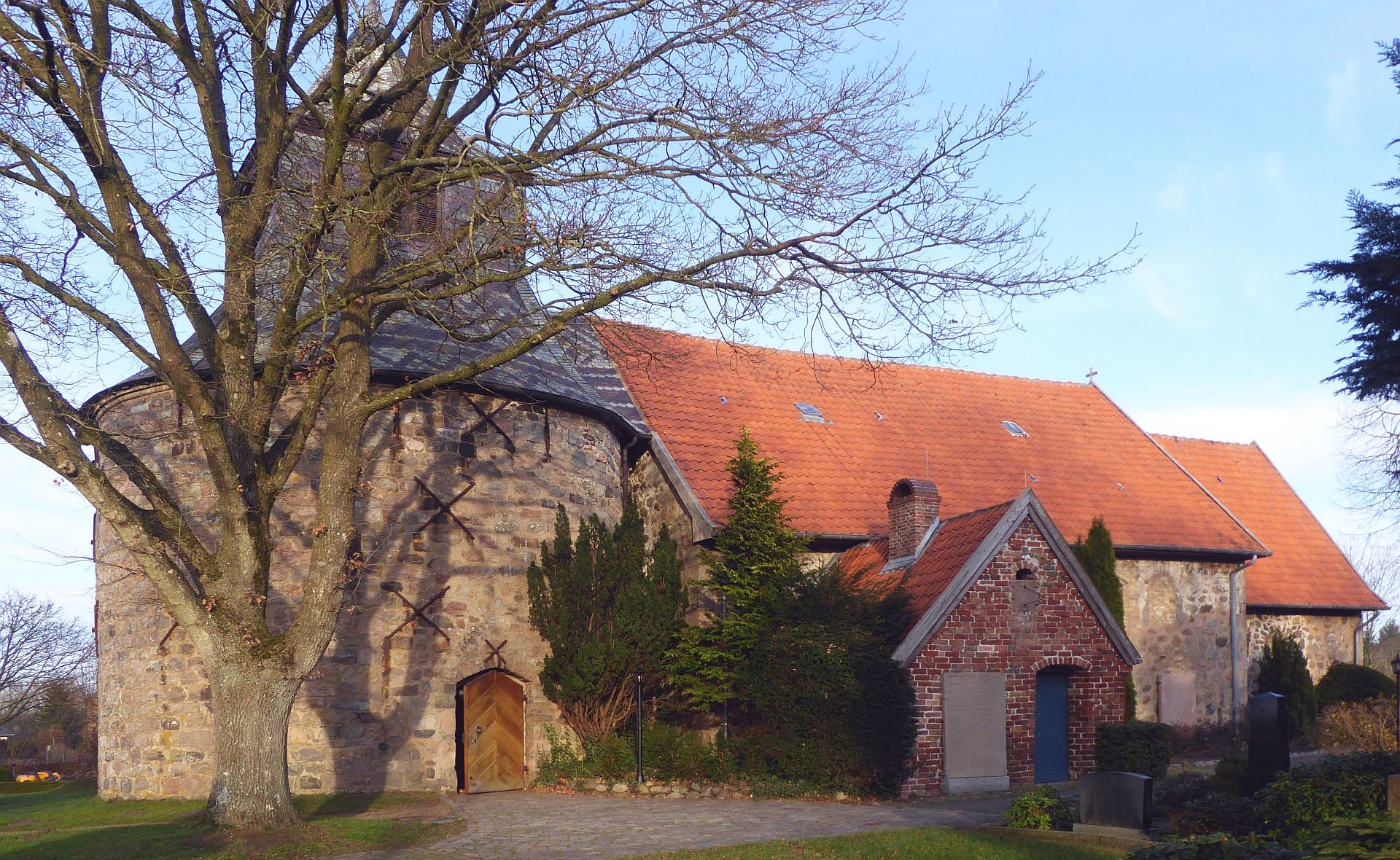
Feldsteinkirche als Wehrkirche mit Rundturm, Ansicht aus Südwest (2018)

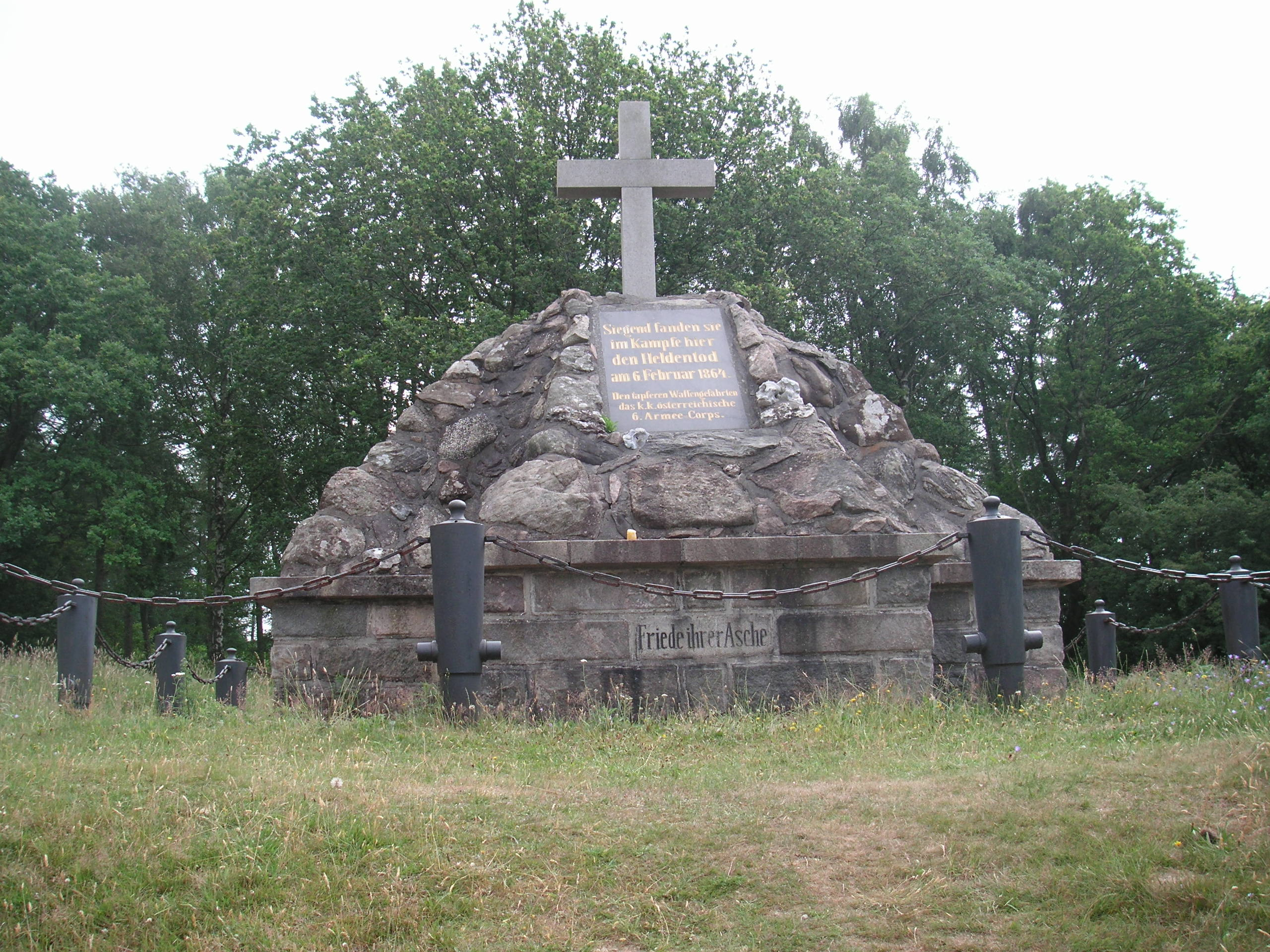
Das Österreicher-Denkmal in Oeversee

Oeversee liegt etwa zehn Kilometer südlich von Flensburg an der Treene und am historischen Ochsenweg. Westlich verläuft die Bundesautobahn 7 von Schleswig nach Flensburg. Südöstlich des Hauptortes liegen die Fröruper Berge (Frørup Bjerge) mit dem inzwischen verlandeten Ihlsee.

## Gemeindegebiet
Frörup mit dem Frörupfeld, Sankelmark und das Naturschutzgebiet Fröruper Berge gehören zum Gemeindegebiet. Des Weiteren gehören heute Augaard (dänisch Ågård), Barderup, Bilschau (Bilskov), Juhlschau (Julskov) und Munkwolstrup (Munkvolstrup) zum Gemeindegebiet.

## Geschichte

### Ortsname
Der Ortsname ist erstmals 1462 dokumentiert und bezieht sich als Lagebeschreibung auf die Lage des Ortes über dem (Sankelmarker) See (von Norden her gesehen). Mit Verweis auf die mundartliche dänische Form (Øvesjø) mit Akzent 2 wäre von einem zweisilbigen Bestimmungswort auszugehen, insofern wäre es den øvre sø (→der obere See) mit Verweis auf den Sankelmarker See (Sanklam) als höher liegender See im Vergleich zum Treßsee.

### Wehrkirche
Die romanische St.-Georg-Wehrkirche wurde im 12. Jahrhundert als Feldsteinkirche erbaut. An die Kirche angebaut ist ein Rundturm mit Schießscharten gen Norden, woraus sich das Charakteristikum der Wehrkirche ergibt. Nach einer Zerstörung ist der Wehrturm zu späterer Zeit noch einmal errichtet worden.

### Schlacht von Oeversee 1864
Bekanntheit erlangte Oeversee durch die Schlacht von Oeversee im Deutsch-Dänischen Krieg. Am 6. Februar 1864 trafen dort die mit den Preußen verbündeten Österreicher vom 6. k.u.k. Armeekorps auf die Dänen. Während des nur wenige Stunden dauernden Kampfes verloren die Österreicher 28 Offiziere und 403 einfache Soldaten; die Dänen, die auf der Flucht in schweres Artilleriefeuer gerieten, 18 Offiziere und 944 Soldaten. Dabei diente der königlich-dänisch privilegierte Historische Krug als Stabsquartier der Österreicher und war zugleich das erste Feldlazarett unter der Flagge des zuvor neugegründeten  Roten Kreuzes.
Die Einwohner des etwa zehn Kilometer entfernten Flensburgs gedenken noch heute der Hilfe ihrer Bürger für die Verwundeten am Tag nach dem Gefecht in einem alljährlich von Flensburg-Martinsberg nach Oeversee stattfindenden Oeversee-Marsch.

### Volksabstimmung 1920
Nach dem Deutsch-Dänischen Krieg 1864 kam der Ort zu Preußen und somit zu Deutschland. Bei der Volksabstimmung 1920 über die nationale Zugehörigkeit der Region stimmten in Oeversee 152 Einwohner für Deutschland und 31 für Dänemark (im gesamten Kirchspiel Oeversee waren es 788 (84,19 %) für Deutschland und 148 (15,81 %) für Dänemark).

### Eingemeindungen
Am 24. März 1974 wurde die damalige Gemeinde Frörup eingegliedert.
Am 1. März 2008 fusionierte die Gemeinde Oeversee mit der Nachbargemeinde Sankelmark, die am 24. März 1974 durch den Zusammenschluss der bisherigen Gemeinden Barderup und Munkwolstrup neu gebildet wurde, zur neuen Gemeinde Oeversee.

## Politik

### Gemeindevertretung
Bei der Kommunalwahl am 14. Mai 2023 wurden insgesamt siebzehn Sitze vergeben. Die CDU erhielt sieben Sitze, die Freie Wählergemeinschaft Oeversee fünf und der SSW vier Sitze.

### Wappen
Blasonierung: „In Gold über einem durch einen silbernen Wellenfaden von Blau und Grün geteilten Schildfuß und diesen teilweise überdeckend der silberne, blau bedachte Turm der Oeverseer Kirche, in den Oberecken begleitet rechts von zwei gekreuzten schwarzen Säbeln, links von einem roten Mühlrad mit schwarzen Schaufeln.“

## Sehenswürdigkeiten
In der Liste der Kulturdenkmale in Oeversee stehen die in der Denkmalliste des Landes Schleswig-Holstein eingetragenen Kulturdenkmale.
Der Arnkielpark ist eine archäologische Freilichtanlage in Munkwolstrup, einem Ortsteil der Gemeinde Oeversee.
Der „Historische Krug“ am Grazer Platz ist das älteste Gasthaus Schleswig-Holsteins. Im Gasthaus brach am 30. Juli 2018 ein Feuer aus. Das Gebäude wurde dabei völlig zerstört. Dabei handelte es sich jedoch nicht um das Originalgebäude, da die Gaststätte schon nach einem Brand 1980 vollständig neu gebaut wurde.